# Kovilpatti
Kovilpatti là một thành phố và khu đô thị của quận Toothukudi thuộc bang Tamil Nadu, Ấn Độ.

## Địa lý
Kovilpatti có vị trí 9°10′B 77°52′Đ / 9,17°B 77,87°Đ Nó có độ cao trung bình là 106 mét (347 feet).

## Nhân khẩu
Theo điều tra dân số năm 2001 của Ấn Độ, Kovilpatti có dân số 87.458 người. Phái nam chiếm 49% tổng số dân và phái nữ chiếm 51%. Kovilpatti có tỷ lệ 76% biết đọc biết viết, cao hơn tỷ lệ trung bình toàn quốc là 59,5%: tỷ lệ cho phái nam là 82%, và tỷ lệ cho phái nữ là 70%. Tại Kovilpatti, 11% dân số nhỏ hơn 6 tuổi.